# 白井種盛
白井 種盛（しらい たねもり）は、江戸時代前期の人物。秋月氏の家臣、日向国高鍋藩家老。

## 生涯
天正9年（1582年）、秋月氏の家臣・内田実久の六男として誕生。白井氏の養子となった。
幼少の秋月種春が日向高鍋藩2代藩主として家督を相続すると、成人するまで藩主は江戸邸から藩地へ赴くことを許されないのを利用し、次々と政敵を排除し始める。
慶長19年（1614年）10月、まず種春の実父・種貞の附家老である坂田五郎左衛門を、藩命と偽り、五郎左衛門と同じ種貞派であった甥の内田吉左衛門（兄・四郎右衛門の嫡男）を討ち手としてこれを討った。次に元和2年（1616年）、その吉左衛門の旧悪が露見したとして、国光原（現・児湯郡川南町）に隠棲していたのを、兄の萱島善右衛門を検使として遣わして切腹させ、吉左衛門の幼い子供4人も殺害した。更に翌元和3年（1617年）6月、秋月種実の娘婿である板浪清左衛門長常に不義の行いありと称して、高鍋藩士の約半数を動員して長常の邸を攻撃（長常の邸は城塞の様な構えであったため）、長常とその妻子ら一族36名を討ち取った。
これに旧来からの重臣らの病死もあり、種盛は藩の実権を掌握、その後も嫡子の種重と共に専横の限りを尽くした。
寛永20年（1643年）に死去。